# Allan Wood
Pour les articles homonymes, voir Wood.
Allan Wood (né le 16 mai 1943 à Wollongong (Nouvelle-Galles du Sud) et mort le 11 octobre 2022 à Tugun (Queensland)) est un nageur australien.

## Jeux olympiques
- Jeux olympiques d'été de 1964 à Tokyo 
  -  Médaille de bronze sur 400 m libre.
  -  Médaille de bronze sur 1 500 m libre.